# گبزه
گبزه (به ترکی استانبولی: Gebze) یکی از شهرهای ترکیه که در شمال غرب ترکیه و در ۳۰ مایلی استانبول قرار گرفته است. جمعیت شهر گبزه در سال ۲۰۰۹ برابر با ۲۸۲٬۴۴۴ نفر بوده است.